# Bulhandang
Bulhandang (불한당?), noto anche con il titolo internazionale Robber, è un drama coreano trasmesso su SBS TV dal 2 gennaio al 28 febbraio 2008.

## Trama
Oh-joon è un individuo della peggior specie, che dopo un passato da pugile è divenuto truffatore: grazie alla sua avvenenza, ha fatto infatti innamorare di sé numerose donne per poi derubarle. Dopo aver saputo che la giovane Dal-rae ha accumulato una discreta somma per avviare un'azienda, la sceglie come sua prossima "vittima": effettivamente la ragazza si innamora del truffatore, ma anche quest'ultimo inizia ad avere dei rimorsi di coscienza. L'incontro tra i due risulterà essere per Oh-joon un'occasione di rimediare al male commesso.